# Joseph Becker

Joseph Becker (15 de abril de 1923 - 23 de julio de 1995) fue un documentalista e informatólogo estadounidense, pionero en la gestión de grandes volúmenes de información.

## Biografía
Joseph Becker nace en el Bronx, Nueva York (EE. UU.), se graduó en la Universidad Católica de América y comenzó su carrera en el servicio de inteligencia de la armada estadounidense durante la Segunda Guerra Mundial, convirtiéndose tras su finalización, en responsable del sistema de información de la Agencia Central de Inteligencia (la CIA) hasta 1968. Allí, Becker trabajó en el diseño y usabilidad de sistemas de información a gran escala, poniendo énfasis en la información textual poco estructurada.
En 1971, el presidente Richard Nixon le nombra miembros del Comité Nacional de Bibliotecas y Ciencia de la Información, ostentado el cargo hasta 1979. En 1976, Becker se incorpora al mundo académico como profesor adjunto en la Escuela de Biblioteconomía y Ciencia de la Información de la Universidad de California.
Junto a Robert Hayes funda la consultora Becker & Hayes para el asesoramiento de la automatización de entes culturales como bibliotecas o archivos, así como en la creación de redes nacionales de información, teniendo como clientes a los gobiernos de numerosos países como Japón o Italia, y organizaciones como el Banco Mundial.
En 1969 fue presidente de la American Society of Information Science and Technology. Además, Joseph Bekcer fue fundador y primer editor de la revista The Information Society en 1978, publicación que comenzó a publicar artículos sobre la era de la información.
Joseph Becker muere en Santa Mónica, California, aquejado por la enfermedad del Parkinson.

## Publicaciones y premios
Joseph Becker publicó numerosos libros y artículos, pero el libro coescrito junto a Rober Hayes Information Storage and Retrieval en 1963, se convierte en una obra clave en Recuperación de información. También publicó National Information Policy: a report de the president of United States y The handbook of data processing of libraries, que fue Premio ASIST a la Mejor Obra en 1971.
En 1984 le concedieron el Premio ASIST al Mérito Académico junto a Martha Williams.